# Лаллана, Адам
Адам Дэ́вид Лалла́на (англ. Adam David Lallana; род. 10 мая 1988, Сент-Олбанс, Хартфордшир) — английский футболист, атакующий полузащитник клуба «Саутгемптон». С 2013 по 2018 год выступал за национальную сборную Англии.

## Клубная карьера

### «Саутгемптон»
Начал играть в футбол в академии «Борнмута». В возрасте 12 лет перешёл из «Борнмута» в юношескую академию клуба «Саутгемптон» за £3000. «Борнмут» также получит 25 % от трансферной суммы в случае продажи Адама из «Саутгемптона».
23 августа 2006 года дебютировал в основном составе клуба в матче Кубка Футбольной лиги против «Йовил Таун». 9 октября 2007 года Адам перешёл в «Борнмут» на правах аренды сроком на месяц. 28 апреля 2008 года Лаллана забил первый в своей в профессиональной карьере гол в ворота «Вест Бромвича».
В сезоне 2008/09 стал регулярным игроком основного состава. 29 августа 2008 года подписал со «святыми» новый трёхлетний контракт.
В сезоне 2009/10 забил 20 голов во всех турнирах, став, таким образом, первым полузащитником «Саутгемптона» после Мэтта Ле Тиссье, забивавшим 20 и более голов в одном сезоне.
7 января 2011 года Лаллана подписал с «Саутгемптоном» новый контракт до лета 2015 года. По итогам сезона 2010/11 был включён в символическую сборную Первой Футбольной лиги.
В сезоне 2011/12 помог «Саутгемптону» выйти в Премьер-лигу, забив 11 голов в чемпионате. Он был номинирован на звание игрока года, но уступил эту награду одноклубнику Рики Ламберту. Вместе с Ламбертом и Келвином Дэвисом был включён в состав символической сборной Чемпионата Футбольной лиги по итогам сезона 2011/12.
19 августа дебютировал в Премьер-лиге в матче против «Манчестер Сити», отметившись в нём голевой передачей.
В своем заключительном сезоне за «Саутгемптон» Адам провел 38 матчей и забил 9 голов.

### «Ливерпуль»
1 июля 2014 года перешёл в «Ливерпуль». Сумма трансфера составила £25 млн. 25 июля стало известно, что Лаллана повредил колено во время предсезонных тренировок в Бостоне и пропустит шесть недель. 13 сентября 2014 года он дебютировал в составе  «Ливерпуля» в матче 4-го тура АПЛ против «Астон Виллы».. 22 июля 2017 года Адам подписал новый контракт с «Ливерпулем» до 2020 года. В августе 2017 Лаллана получил травму в финальном матче Audi Cup с «Атлетико Мадрид» и выбыл до ноября. 17 ноября футболист появился на поле, заменив Фелипе Коутиньо в игре с «Челси» на 89-й минуте. 31 марта 2018 года в матче с «Кристал Пэлас» Лаллана вышел на поле на 65-й минуте, однако спустя 5 минут вновь получил травму и выбыл на несколько недель. Он вернулся в команду 13 мая в заключительном матче сезона с «Брайтон энд Хоув Альбион». В сезоне 2017/18 Лаллана сыграл 13 матчей и не забил ни одного гола. В следующем сезоне футболист также появлялся на поле лишь изредка, появившись на поле в 13 играх чемпионата. 20 октября 2019 года Лаллана вышел на замену и на 85-й минуте сравнял счет в игре с «Манчестер Юнайтед», забив свой первый мяч более чем за два года, что принесло команде ничью 1:1. 9 июня 2020 года Лаллана продлил контракт до конца сезона 2019/20, который был прерван пандемией COVID-19. 25 июня 2020 года «Ливерпуль» завоевал титул чемпиона Премьер-лиги. Лаллана покинул клуб в конце сезона.

### «Брайтон энд Хоув Альбион»
27 июля 2020 года перешёл в «Брайтон энд Хоув Альбион» в качестве свободного агента, подписав с клубом трёхлетний контракт. Он дебютировал в первом матче сезона 2020/21 против «Челси». 3 февраля 2021 года Адам впервые появился на «Энфилде» после ухода из «Ливерпуля», где помог «чайкам» одержать первую победу над домашней командой с 1982 года. 6 марта Адам забил свой первый гол в составе «Брайтона» в ворота «Лестер Сити».
30 октября 2021 года он помог Леандро Троссарду сравнять счет в игре с «Ливерпулем», когда «Брайтон» проигрывал со счетом 2:0. Это было второе появление Лалланы на «Энфилде» после ухода и первое появление перед болельщиками из-за ограничений, связанных с коронавирусом. После финального свистка Адам, наконец, смог попрощаться с болельщиками «Ливерпуля», которые скандировали его имя, когда футболист подошел к ним поаплодировать. 26 декабря Лаллана впервые надел капитанскую повязку в отсутствие Льюиса Данка в игре с «Брентфордом».
После того, как в сентябре 2022 года главный тренер команды Грэм Поттер перешёл в «Челси», новый исполняющий обязанности Эндрю Крофтс заявил, что Лаллана стал играющим ассистентом тренера. 13 марта 2023 года Лаллана продлил контракт с «Брайтоном» до лета 2024 года. 13 мая 2024 года Лаллана объявил о своем уходе из «Брайтон энд Хоув Альбион».

### Возвращение в «Саутгемптон»
14 июня 2024 года стало известно, что Лаллана возвращается в свой родной клуб. Контракт подписан на 1 год.

## Карьера в сборной
Лаллана выступал за сборную Англии до 18, до 19 лет и до 21 года.
10 сентября 2012 года получил свой первый вызов в первую сборную Англии на матч отборочного турнира чемпионата мира против сборной Украины.В 2016 году попал в заявку на Чемпионат Европы,который проходил во Франции.Там он провел 3 матча.

## Достижения

### Командные достижения
«Саутгемптон»
- Обладатель Трофея Футбольной лиги: 2010

«Ливерпуль»
- Чемпион Англии: 2019/20
- Победитель Лиги чемпионов УЕФА: 2018/19
- Обладатель Суперкубка УЕФА: 2019
- Победитель клубного чемпионата мира: 2019

### Личные достижения
- Участник «команды года» в Первой Футбольной лиге по версии ПФА: 2010/11
- Участник «команды года» в Чемпионате Футбольной лиги по версии ПФА: 2011/12
- Участник «команды года» в Премьер-лиге по версии ПФА: 2013/14
- Игрок года в сборной Англии по версии Футбольной ассоциации: 2016
- Лучший бомбардир «Саутгемптона»:2010/11

## Статистика выступлений за сборную
| Матчи Адама Лалланы за сборную Англии | Матчи Адама Лалланы за сборную Англии | Матчи Адама Лалланы за сборную Англии | Матчи Адама Лалланы за сборную Англии | Матчи Адама Лалланы за сборную Англии | Матчи Адама Лалланы за сборную Англии | Матчи Адама Лалланы за сборную Англии |
| ------------------------------------- | ------------------------------------- | ------------------------------------- | ------------------------------------- | ------------------------------------- | ------------------------------------- | ------------------------------------- |
| №                                     | Дата                                  | Оппонент                              | Счёт                                  | Голы                                  | Соревнование                          |                                       |
| 1                                     | 15 ноября 2013                        | Чили                                  | 0:2                                   | -                                     | Товарищеский матч                     |                                       |
| 2                                     | 19 ноября 2013                        | Германия                              | 0:1                                   | -                                     | Товарищеский матч                     |                                       |
| 3                                     | 5 марта 2014                          | Дания                                 | 1:0                                   | -                                     | Товарищеский матч                     |                                       |
| 4                                     | 30 мая 2014                           | Перу                                  | 3:0                                   | -                                     | Товарищеский матч                     |                                       |
| 5                                     | 4 июня 2014                           | Эквадор                               | 2:2                                   | -                                     | Товарищеский матч                     |                                       |
| 6                                     | 7 июня 2014                           | Гондурас                              | 0:0                                   | -                                     | Товарищеский матч                     |                                       |
| 7                                     | 14 июня 2014                          | Италия                                | 1:2                                   | -                                     | ЧМ 2014. Групповая стадия             |                                       |
| 8                                     | 19 июня 2014                          | Уругвай                               | 1:2                                   | -                                     | ЧМ 2014. Групповая стадия             |                                       |
| 9                                     | 24 июня 2014                          | Коста-Рика                            | 0:0                                   | -                                     | ЧМ 2014. Групповая стадия             |                                       |
| 10                                    | 9 октября 2014                        | Сан-Марино                            | 5:0                                   | -                                     | Отборочный матч ЧЕ 2016               |                                       |
| 11                                    | 12 октября 2014                       | Эстония                               | 1:0                                   | -                                     | Отборочный матч ЧЕ 2016               |                                       |
| 12                                    | 15 ноября 2014                        | Словения                              | 3:1                                   | -                                     | Отборочный матч ЧЕ 2016               |                                       |
| 13                                    | 18 ноября 2014                        | Шотландия                             | 3:1                                   | -                                     | Товарищеский матч                     |                                       |
| 14                                    | 7 июня 2015                           | Ирландия                              | 0:0                                   | -                                     | Товарищеский матч                     |                                       |
| 15                                    | 14 июня 2015                          | Словения                              | 3:2                                   | -                                     | Отборочный матч ЧЕ 2016               |                                       |
| 16                                    | 9 октября 2015                        | Эстония                               | 2:0                                   | -                                     | Отборочный матч ЧЕ 2016               |                                       |
| 17                                    | 12 октября 2015                       | Литва                                 | 3:0                                   | -                                     | Отборочный матч ЧЕ 2016               |                                       |
| 18                                    | 13 ноября 2015                        | Испания                               | 0:2                                   | -                                     | Товарищеский матч                     |                                       |
| 19                                    | 17 ноября 2015                        | Франция                               | 2:0                                   | -                                     | Товарищеский матч                     |                                       |
| 20                                    | 26 марта 2016                         | Германия                              | 3:2                                   | -                                     | Товарищеский матч                     |                                       |
| 21                                    | 29 марта 2016                         | Нидерланды                            | 1:2                                   | -                                     | Товарищеский матч                     |                                       |
| 22                                    | 27 мая 2016                           | Австралия                             | 2:1                                   | -                                     | Товарищеский матч                     |                                       |
| 23                                    | 2 июня 2016                           | Португалия                            | 1:0                                   | -                                     | Товарищеский матч                     |                                       |
| 24                                    | 11 июня 2016                          | Россия                                | 1:1                                   | -                                     | ЧЕ 2016. Групповая стадия             |                                       |
| 25                                    | 16 июня 2016                          | Уэльс                                 | 2:1                                   | -                                     | ЧЕ 2016. Групповая стадия             |                                       |
| 26                                    | 20 июня 2016                          | Словакия                              | 0:0                                   | -                                     | ЧЕ 2016. Групповая стадия             |                                       |
| 27                                    | 4 сентября 2016                       | Словакия                              | 1:0                                   | 1                                     | Отборочный матч ЧМ 2018               |                                       |
| 28                                    | 11 ноября 2016                        | Шотландия                             | 3:0                                   | 1                                     | Отборочный матч ЧМ 2018               |                                       |
| 29                                    | 15 ноября 2016                        | Испания                               | 2:2                                   | 1                                     | Товарищеский матч                     |                                       |
| 30                                    | 22 марта 2017                         | Германия                              | 0:1                                   | -                                     | Товарищеский матч                     |                                       |
| 31                                    | 26 марта 2017                         | Литва                                 | 2:0                                   | -                                     | Отборочный матч ЧМ 2018               |                                       |
| 32                                    | 10 июня 2017                          | Шотландия                             | 2:2                                   | -                                     | Отборочный матч ЧМ 2018               |                                       |
| 33                                    | 13 июня 2017                          | Франция                               | 2:3                                   | -                                     | Товарищеский матч                     |                                       |